# Mado (película de 1976)
Mado es una película franco-italiana dirigida por Claude Sautet y estrenada en 1976 .
Simon Léotard, un rico promotor inmobiliario, vive con su anciano padre y nunca quiso casarse con Hélène, a quien vuelve a ver de vez en cuando. Frecuenta a Mado, una prostituta. Simon le pregunta si conoce a un contable entre sus amigos. Entra en escena Pierre (Jacques Dutronc). El suicidio de su pareja, Julien, y el descubrimiento de su desfalco estallan como un trueno: Simon está en bancarrota, su socio había contraído enormes deudas con un traficante corrupto, Lépidon. Este le propone un arreglo a Simón, que se niega. A través de Mado, Simon obtiene documentos comprometedores de cierto Manecca, otro ladrón, antiguo socio de Lepidon, a quien Mado está muy apegado. Gracias a estos documentos que dan fe de una estafa, Simon confunde a uno de sus nominados, Barachet, un exfuncionario corrupto. Este último, obligado por Simón, firma la venta de un terreno a un precio irrisorio, lo que le permite a Simón sacar adelante su negocio. Luego, Manecca es eliminado por los hombres de Lepidon. Una película que combina el melodrama del hombre solitario, el cruel mundo de los negocios, la angustia de una chica guapa y el ambiente de amigos ansiosos por salir adelante en el mundo de los 70.

## Ficha técnica
- Título original: Mado
- Dirección: Claude Sautet
- Guion: Claude Sautet, Gilberte Chatton y Claude Néron, basado en un cuento de Gilberte Chatton
- Ayudantes de dirección: Jean-Claude Sussfeld, Jacques Santi y Olivier Péray
- Decorados: Pierre Guffroy
- Fotografía: Jean Boffey
- Efectos especiales: Michel Naudin
- Sonido: Jean-Pierre Ruh
- Asamblea: Jacqueline Thiedot
- Montaje: Philippe Sarde
- Producción: André Génovès
- Compañía de producción: Les Films de La Boétie (Francia), Italgema (Italia)
- Empresa distribuidora: Les Films de La Boétie
- Formato: color (Eastmancolor) - 35 mm  - sonido mono
- Género: comedia dramática
- Duración: 135 minutos / 121 minutos (nuevo montaje) / 117 minutos (TV)
- Lugares de rodaje: Cernay-la-Ville, Le Meux, Persan, Grisy-les-Plâtres, Haravilliers, Saint-Ouen-l'Aumône
- Fecha de lanzamiento :
  -  Francia: 27 de octubre de 1976

## Reparto
- Michel Piccoli: Simon Léotard
- Ottavia Piccolo: Mado
- Jacques Dutronc: Pierre
- Carlos Denner: Reynald Manecca
- Romy Schneider: Hélène
- Julien Guiomar: Lépidon
- Claude Duphin: Válido
- Michel Aumont: Aimé Barachet
- Jean Bouise: Andrés
- André Falcon: Mathelin
- Bernard Fresson: Julian
- Benoît Allemane: Antoine
- Jacques Richard: Girbal
- Jean-Denis Robert: Alex
- Nathalie Baye: Katherine
- Jean-Paul Moulinot: el padre de Simón
- Daniel Russo: Roger
- Dominique Zardi: Crovetto
- Denise Filiatrault: Lucienne
- Marie Mansart: Jacqueline
- Michel Bardinet: Félix
- Sabine Glaser: la hermana del novio
- Nicolás Vogel: Maxime
- Marc Chapiteau: Francis
- Marcel Portier
- André Cassan
- Henry Coutet
- Nina Gorski
- Carole Lange
- Hilaire Lovato
- Lucienne Legrand
- Pierre Londiche

## Reconocimientos

### Premios
- César 1977: Mejor sonido para Jean-Pierre Ruh

### Nominaciones
- César 1977: mejor actor de reparto para Jacques Dutronc y mejor decorado para Pierre Guffroy

## Sobre la película
- Para el director alemán Dominik Graf, Mado es el mejor trabajo de Sautet.[cita requerida]
- La promoción de la película había adelantado los nombres de los dos cabezas de cartel, Piccolo y Piccoli.
- Cuando la película se estrenó en el extranjero, el productor André Génovès hizo aparecer juntos los nombres de Michel Piccoli y Romy Schneider, quien solo está presente durante nueve minutos en la película. Furioso por esta irregularidad del productor, que Claude Sautet consideró entonces una estafa contra el público, decidió eliminar la escena final de Romy Schneider en el primer montaje.